# Ector County
Ector County je okres ve státě Texas v USA. K roku 2010 zde žilo 137 130 obyvatel. Správním městem okresu je Odessa. Celková rozloha okresu činí 2 336 km².